# David Martínez (peleador)
Miguel David Martínez Aceves (Ecatepec de Morelos, Estado de México; 3 de agosto de 1998) es un artista marcial mixto mexicano que compite en la división de peso gallo de la Ultimate Fighting Championship (UFC).

## Primeros años
David nació el 3 de agosto de 1998 en Ecatepec de Morelos (Estado de México) pero desde pequeño y a causa de la inseguridad existente en dicha localidad, ha residido en la Ciudad de México. En su adolescencia se interesó por las artes marciales mixtas, integrándose junto a su hermana mayor Melissa al Bonebreakers MMA Team. David también es licenciado de profesión, habiendo estudiado medicina en la Universidad Nacional Autónoma de México.

## Carrera de artes marciales mixtas

### Combate Américas/Global
En 2018, Martínez firmaría con Combate Américas, posteriormente llamada Combate Global.
Después de que Gustavo Lopez dejara vacante su Campeonato de Peso Gallo, la promoción creó un torneo para coronar al nuevo monarca, estando Martínez entre los contendientes. El 29 de mayo de 2021, Martínez derrotó en los cuartos de final a Alejandro González por nocaut técnico en el primer asalto, y posteriormente a Alan Cantú en las semifinales por decisión unánime.

#### Campeonato de Peso Gallo
Ya en la final del torneo, llevada a cabo el mismo 29 de mayo, desafió al entonces campeón de peso gallo Francisco Rivera. Con un KO a los 17 segundos del segundo asalto, Martínez logra convertirse en campeón peso gallo.
En su primera defensa titular, Martínez enfrentó a Arturo Vergara el 27 de mayo de 2022. Ganó la pelea por nocaut técnico en el primer asalto.
Martínez se enfrentó a Axel Osuna el 7 de octubre de 2022, ganando nuevamente por nocaut técnico para mantener el título, aunque esta vez en el cuarto asalto.
Martínez se enfrentó a Jose Zarauz el 28 de mayo de 2023. Con una increíble patada giratoria en el cuarto asalto, retiene éxitosamente el título por tercera vez.

### Dana White's Contender Series
Martínez compitió en la semana 8 de la octava temporada del Dana White's Contender Series por un contrato con UFC enfrentándose a Xavier Franklin el 1 de octubre de 2024. Se llevó la victoria por decisión unánime y siendo uno de los cinco nuevos fichajes de la promoción.

### Ultimate Fighting Championship
Martínez debutó en UFC el 29 de marzo de 2025 en el evento UFC on ESPN 64, donde se enfrentaba a Saimon Oliveira. Con un par de rodillazos y puñetazos, se llevó la victoria en el primer asalto.

## Campeonatos y logros
- Ultimate Fighting Championship
  - Actuación de la Noche (Una vez) vs. Saimon Oliveira

- Combate Américas
  - Campeonato de Peso Gallo (una vez)

## Récord en artes marciales mixtas
| Récord profesional | Récord profesional | Récord profesional |
| 13 peleas          | 12 victorias       | 1 derrota          |
| ------------------ | ------------------ | ------------------ |
| Nocaut             | 10                 | 0                  |
| Sumisión           | 0                  | 0                  |
| Decisión           | 2                  | 1                  |

| Resultado | Récord | Oponente                 | Método                   | Evento                                       | Fecha                 | Ronda | Tiempo | Localización        | Notas                                       |
| --------- | ------ | ------------------------ | ------------------------ | -------------------------------------------- | --------------------- | ----- | ------ | ------------------- | ------------------------------------------- |
| Victoria  | 12–1   | Saimon Oliveira          | TKO (rodillazo y golpes) | UFC on ESPN: Moreno vs. Erceg                | 29 de marzo de 2025   | 1     | 4:38   | Ciudad de México    |                                             |
| Victoria  | 11–1   | Xavier Franklin          | Decisión (dividida)      | Dana White's Contender Series                | 1 de octubre de 2024  | 3     | 5:00   | Las Vegas, Nevada   |                                             |
| Victoria  | 10–1   | Jose Zarauz              | KO (patada giratoria)    | Combate Global: Martínez vs. Zarauz          | 28 de mayo de 2023    | 4     | 4:17   | Miami, Florida      | Defendió el Campeonato de Peso Gallo de CG. |
| Victoria  | 9–1    | Axel Osuna               | TKO (golpes)             | Combate Global: Martínez vs. Osuna           | 7 de octubre de 2022  | 4     | 4:14   | Miami, Florida      | Defendió el Campeonato de Peso Gallo de CG. |
| Victoria  | 8–1    | Arturo Vergara           | TKO (golpes)             | Combate Global: Martínez vs. Vergara         | 27 de mayo de 2022    | 1     | 2:08   | Miami, Florida      | Defendió el Campeonato de Peso Gallo de CG. |
| Victoria  | 7–1    | Francisco Rivera         | KO                       | Combate Global: 2021 Bantamweight Tournament | 29 de mayo de 2021    | 2     | 0:17   | Miami, Florida      | Ganó el Campeonato de Peso Gallo de CG.     |
| Victoria  | 6–1    | Alan Cantú               | Decisión (unánime)       | Combate Global: 2021 Bantamweight Tournament | 29 de mayo de 2021    | 3     | 5:00   | Miami, Florida      |                                             |
| Victoria  | 5–1    | Alejandro González       | TKO (golpes)             | Combate Global: 2021 Bantamweight Tournament | 29 de mayo de 2021    | 1     | 1:50   | Miami, Florida      |                                             |
| Derrota   | 4–1    | Gianni Di Chiara Vázquez | Decisión (dividida)      | Combate Global: Chairez vs. Monterroso       | 9 de abril de 2021    | 3     | 5:00   | Miami, Florida      |                                             |
| Victoria  | 4–0    | William Sánchez          | TKO (golpes)             | Combate Americas 38: Peru                    | 31 de marzo de 2019   | 1     | 0:56   | Lima                |                                             |
| Victoria  | 3–0    | Enrique Barragán         | KO (golpe)               | Combate Estrellas 2                          | 20 de abril de 2018   | 1     | 1:10   | Monterrey           |                                             |
| Victoria  | 2–0    | Josue López              | KO (golpe)               | Panama Fight League: UCC 30                  | 23 de julio de 2016   | 1     | 2:50   | Ciudad de Guatemala |                                             |
| Victoria  | 1–0    | Erick Espita             | TKO (golpes)             | XK 31: Bonebreakers vs. A.D.A.M.             | 20 de febrero de 2016 | 2     | 2:11   | Ciudad de México    |                                             |